# Distrito de Bata
Bata es un distrito de Guinea Ecuatorial, en la parte norte de la provincia Litoral, en la región continental del país. La capital del distrito es Bata. El censo de 1994 mostraba 71 406 habitantes en el mismo.
El distrito de Bata abarca los municipios de Bata, Machinda y Río Campo.